# Ако зажалиш
„Ако зажалиш“ е музикално предаване за стари градски песни на телевизия СКАТ с водещ Бони Милчева, стартира през 2003 година. В предаването гостуват самодейни състави от цялата страна.
От 2003 до 2012 г. ко-водещ на предаването е певецът Тодор Върбанов.
Предаването се излъчва на живо всяка събота от 12:45 часа.